# 桑內斯鎮區 (明尼蘇達州耶洛梅德辛縣)
桑內斯鎮區（英語：Sandnes Township）是位於美國明尼蘇達州耶洛梅德辛縣的一個行政鎮區。

## 地方資料
桑內斯鎮區的面積為93.60平方千米，皆為陸地。根據2020年美國人口普查的數據，當地共有人口198人，而人口密度為每平方千米2.12人。